# Steinreihe La Petite Pierre

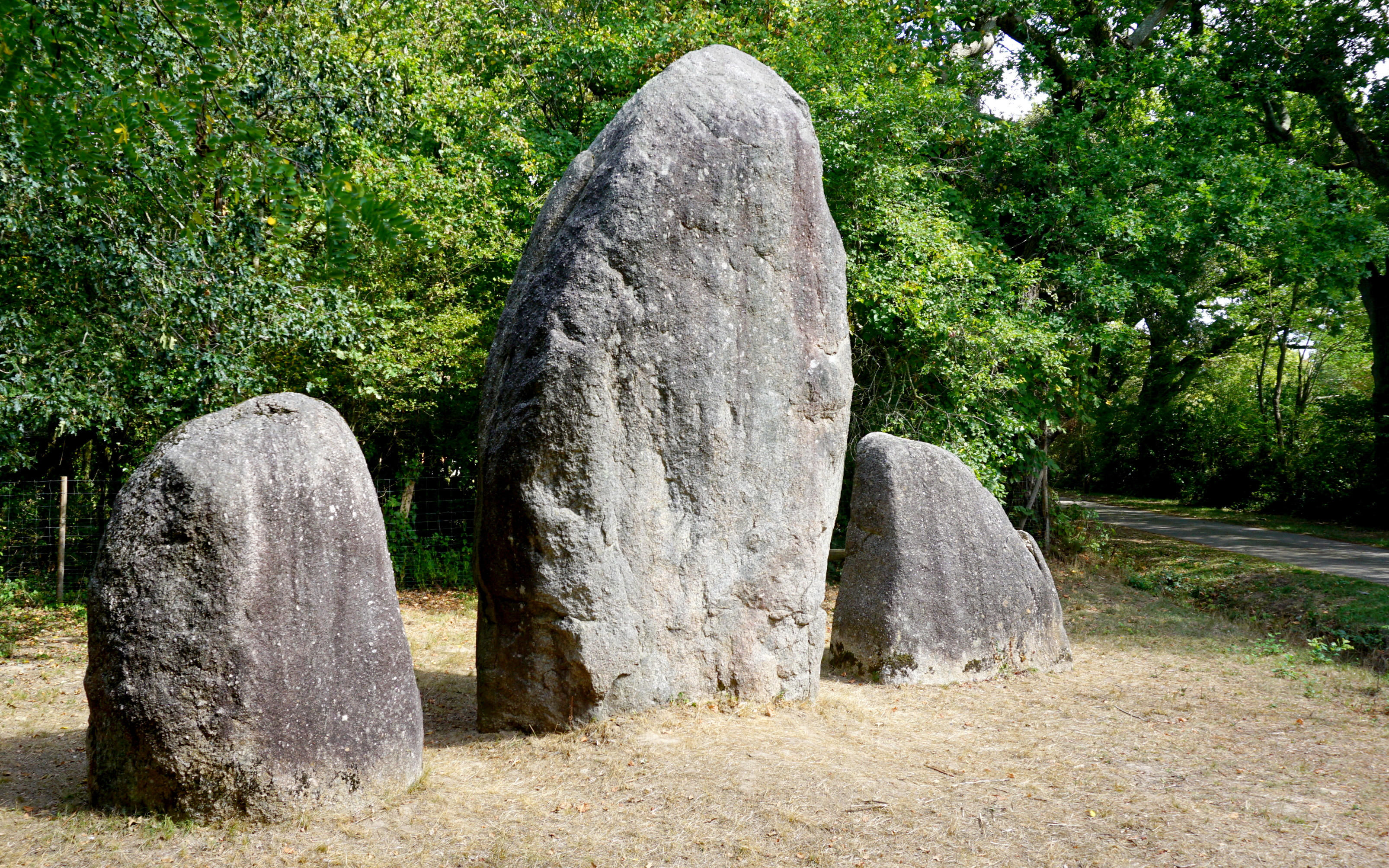
La Petite Pierre

Die Steinreihe La Petite Pierre (französisch Alignement de La Petite Pierre – auch Alignement de la Pierre genannt) liegt westlich des Dorfes Avrillé bei Les Sables-d’Olonne im Département Vendée in Frankreich.
Der mittlere etwa 5,5 m hohe Menhir war bis in die 1980er Jahre allein. Zu dieser Zeit wurden bei Ausgrabungen zwei weitere Menhire entdeckt.
Die beiden 2,5 Meter hohe Steine befinden sich zu beiden Seiten des großen Menhirs und bilden eine Steinreihe. Alle sind geformt und ihre Vorderseiten sind sehr flach.
In Avrillé stehen der Menhir von Bourg-Jardin und der Menhir de la Boitière, weitere Menhire stehen östlich im Bois du Fourgon (Alignements du Bois du Fourgon).